# Гарочалес (Порторико)
Гарочалес (шп. Garrochales) град је у америчкој острвској територији Порторико, острвској држави Кариба.

## Демографија
По попису из 2010. године број становника је 1.086, што је 122 (-10,1%) становника мање него 2000. године.
| Група             | 2000.         | 2010.         |
| Белци             | 3 (0,2%)      | 6 (0,6%)      |
| Афроамериканци    | 39 (3,2%)     | 56 (5,2%)     |
| Азијати           | 0 (0,0%)      | 1 (0,1%)      |
| Хиспаноамериканци | 1.205 (99,8%) | 1.079 (99,4%) |
| Укупно            | 1.208         | 1.086         |